# 中国国家京劇院

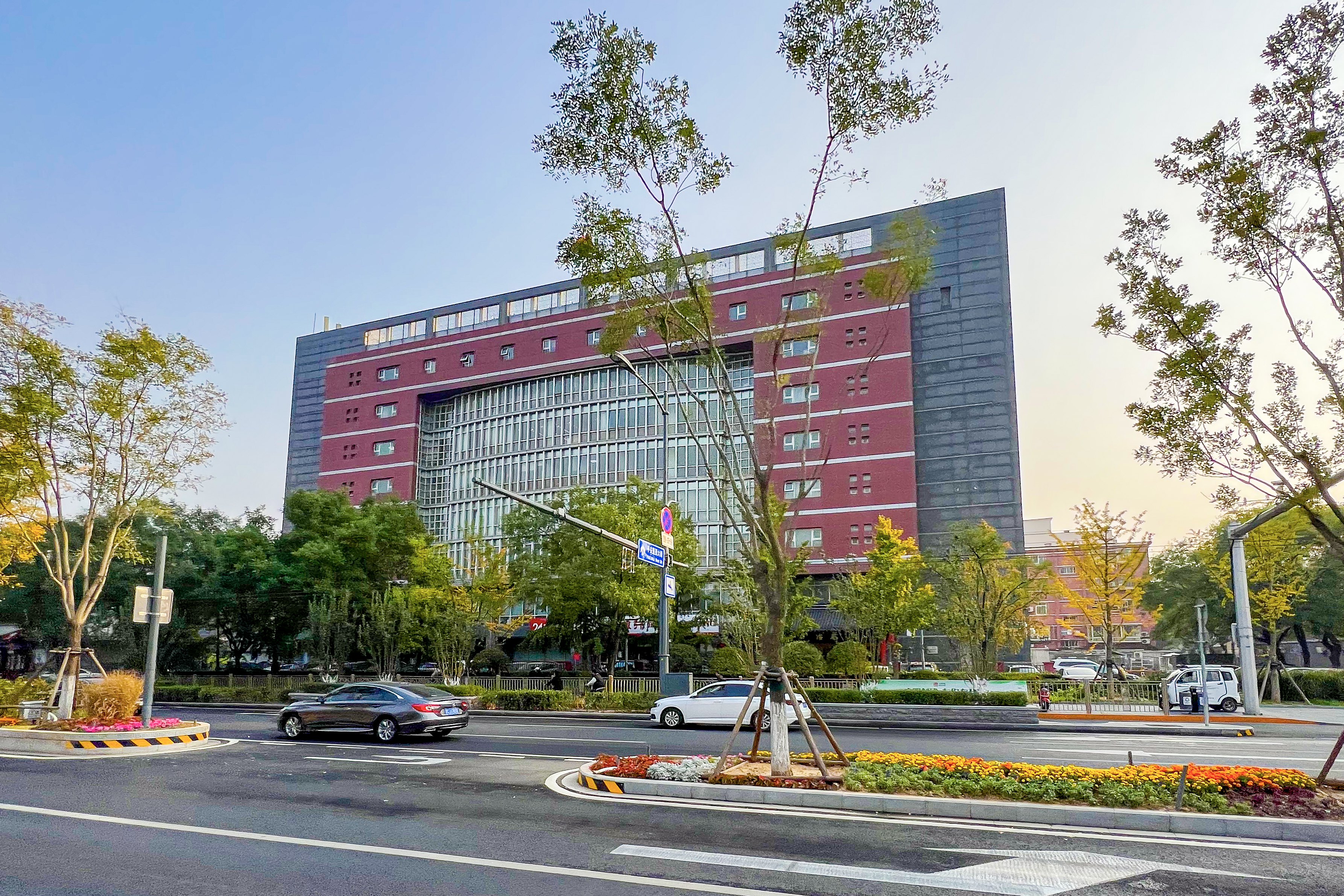
中国国家京劇院

中国国家京劇院（ちゅうごくこっかきょうげきいん、ピンイン：zhōngguó guójiā jīngjù yuàn 英: China National Peking Opera Company）は、京劇の普及、公演を目的とした中華人民共和国の組織。
文化部（日本の文部科学省に相当）の所管で1955年に成立。中国京劇界で最も権威があるとされ、各流派の有名な俳優やスタッフが集結している。メンバーは約600名、国家一級演員をはじめ、梅蘭芳賞受賞者が多数在籍している。これまでに590にのぼる伝統的、現代的な劇を創作、上演してきた。国際文化交流を積極的に推進しており、アメリカ合衆国、ヨーロッパ、アジアなど世界40カ国を超える国々で公演を行っている。

## 略歴
- 1955年　文化部の所管で、中国京劇院として設立。初代院長は京劇の巨匠、梅蘭芳。
- 1989年　市川猿之助一座と日中合作合同出演で「リューオー」を新橋演舞場で公演。
- 2006年　中国京劇院『三国志』～諸葛孔明～日本公演。
- 2007年　ポータルサイトを開設。
- 2007年　11月28日に中国国家京劇院に改名。付属する梅蘭芳劇場がオープン。
- 2009年　中国国家京劇院　新作『水滸伝』日本公演。
- 2014年　中国国家京劇院『梅蘭芳』芸術特選　日本公演。

## 輩出してきた俳優
- 李小春
- 袁世海
- 葉盛蘭
- 杜近芳
- 于魁智
- 李勝素
- 張建国
- 李光
- 石山雄太